# Démographie de la Croatie
D'après le recensement de 2011, la population de Croatie était de 4,29 millions d'habitants, avec une densité de population de 75,8 hab./km2 et une espérance de vie à la naissance de 75,7 ans. La population a connu son apogée en 1991 avec 4,7 millions de personnes. Depuis 1991, la croissance naturelle de la Croatie est systématiquement négative. L'âge moyen de la population de 41,4 ans. Le taux de fécondité en 2012 était de 1,44 enfant par femme.
Cet article contient des statistiques sur la démographie de la Croatie.

## Évolution de la population
La population du pays (ou de la région) atteint 2 millions vers 1850, 3 vers 1900, et 4 vers 1958.
En 1989, la population totale de la République fédérative socialiste de Yougoslavie (1945-1992) était estimée à 23 725 000 habitants.
En 1991, avant la guerre de Croatie (1991-1995), la République socialiste de Croatie (1943-1991) regroupait 4 784 265 habitants dont 75 % de Croates et 13 % de Serbes.

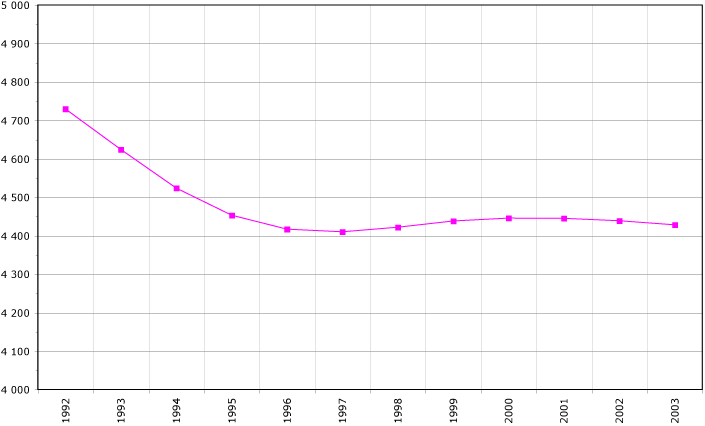
Évolution démographique

| Année | Population (au 1er janvier) | Naissances | Taux de natalité (‰) | Taux de fécondité (enfants par femme) | Décès  | Taux de mortalité (‰) | Taux de variation naturelle (‰) | Solde migratoire | Croissance démographique (‰) |
| ----- | --------------------------- | ---------- | -------------------- | ------------------------------------- | ------ | --------------------- | ------------------------------- | ---------------- | ---------------------------- |
| 1960  | 4 127 422                   | 76 156     | 18,4                 |                                       | 41 361 | 10,0                  | 8,4                             | −9 278           | 6,2                          |
| 1965  | 4 266 180                   | 71 186     | 16,6                 |                                       | 39 936 | 9,3                   | 7,3                             | - 1 765          | 6,9                          |
| 1970  | 4 403 352                   | 61 103     | 13,8                 |                                       | 44 148 | 10,0                  | 3,8                             | 844              | 4,0                          |
| 1975  | 4 500 727                   | 67 016     | 14,9                 |                                       | 45 640 | 10,1                  | 4,7                             | 1 333            | 5,0                          |
| 1980  | 4 598 095                   | 68 220     | 14,8                 |                                       | 50 100 | 10,9                  | 3,9                             | −14 746          | 0,7                          |
| 1985  | 4 690 983                   | 62 665     | 13,3                 |                                       | 52 067 | 11,1                  | 2,3                             | 10 272           | 4,4                          |
| 1990  | 4 772 556                   | 55 409     | 11,6                 |                                       | 52 192 | 10,9                  | 0,7                             | 6 406            | 2,0                          |
| 1995  | 4 658 893                   | 50 182     | 10,9                 |                                       | 50 536 | 10,9                  | - 0,1                           | −77 373          | - 16,8                       |
| 2000  | 4 497 735                   | 43 746     | 9,8                  |                                       | 50 246 | 11,2                  | - 1,5                           | −52 367          | - 13,2                       |
| 2005  | 4 310 861                   | 42 492     | 9,9                  | 1,50                                  | 51 790 | 12,0                  | - 2,2                           | 10 924           | 0,4                          |
| 2010  | 4 302 847                   | 43 361     | 10,1                 | 1,55                                  | 52 096 | 12,1                  | - 2,0                           | −4 255           | - 3,0                        |
| 2015  | 4 225 316                   | 37 503     | 8,9                  | 1,40                                  | 54 205 | 12,9                  | - 4,0                           | −17 945          | - 8,2                        |

### Projection démographique
| Année | Population (au 1er janvier) - Projection de référence |
| ----- | ----------------------------------------------------- |
| 2020  | 4 091 559                                             |
| 2030  | 3 954 893                                             |
| 2040  | 3 819 863                                             |
| 2050  | 3 674 791                                             |
| 2060  | 3 533 771                                             |
| 2070  | 3 401 757                                             |
| 2080  | 3 276 481                                             |

## Composition du milieu culturel

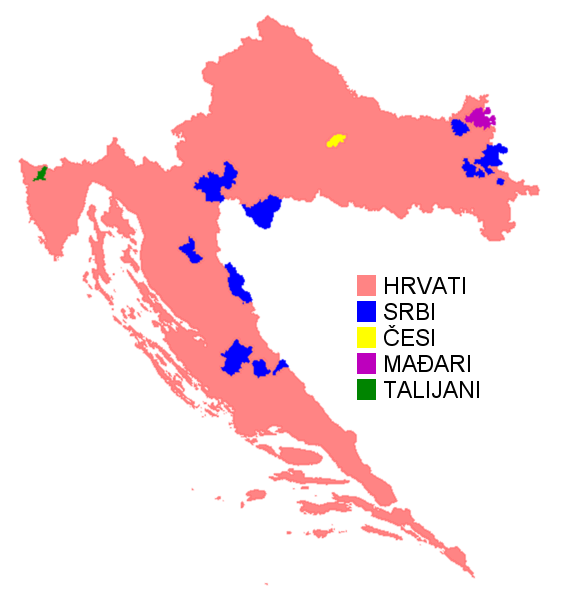
Groupe ethnique majoritaire par municipalité :
Croates
Serbes
Tchèques
Hongrois
Italiens

| Groupe ethnique    | 1948 | 1953 | 1961 | 1971 | 1981 | 1991 | 2001 | 2011 |
| ------------------ | ---- | ---- | ---- | ---- | ---- | ---- | ---- | ---- |
| Croates            | 79,2 | 79,6 | 80,3 | 79,4 | 75,1 | 78,1 | 89,6 | 90,4 |
| Serbes             | 14,5 | 15,0 | 15,0 | 14,2 | 11,6 | 12,2 | 4,5  | 4,3  |
| Bosniaques         |      |      |      |      |      |      | 0,5  | 0,7  |
| Aucune déclaration |      |      |      |      |      |      |      | 0,6  |
| Istro-roumains     |      |      |      |      |      |      |      | 0,5  |
| Italiens           | 2,0  | 0,9  | 0,5  | 0,4  | 0,3  | 0,4  | 0,4  | 0,4  |
| Albanais           | 0,0  | 0,0  | 0,1  | 0,1  | 0,1  | 0,3  | 0,3  | 0,4  |
| Roms               | 0,0  | 0,0  | 0,0  | 0,0  | 0,1  | 0,1  | 0,2  | 0,3  |
| Hongrois           | 1,4  | 1,2  | 1,0  | 0,8  | 0,6  | 0,5  | 0,4  | 0,3  |
| Slovènes           | 1,0  | 1,1  | 0,9  | 0,7  | 0,5  | 0,5  | 0,3  | 0,2  |
| Tchèques           | 0,8  | 0,7  | 0,6  | 0,4  | 0,3  | 0,3  | 0,2  | 0,2  |
| Inconnus           |      |      |      |      |      |      |      | 0,2  |
| Musulmans          |      |      |      |      |      |      | 0,4  | 0,1  |
| Slovaques          |      |      |      |      |      |      |      | 0,1  |
| Monténégrin        | 0,1  | 0,1  | 0,2  | 0,2  | 0,2  | 0,2  | 0,1  | 0,1  |
| Macédoniens        | 0,0  | 0,1  | 0,1  | 0,1  | 0,1  | 0,1  | 0,1  |      |

## Migration

### Émigration
À la suite des guerres de Yougoslavie notamment, de nombreux Croates ont quitté le pays, ce qui contribue au vieillissement de la population.
- Aux États-Unis, pour la période 2012-2016, 140 002 personnes se déclarent d'ascendance croate[19]. De plus, durant la même période, 40 465 personnes déclarent être nées en Croatie[20].
- Au Canada, 133 970 personnes se déclarent d'ascendance croate lors du recensement de 2016 et 40 045 personnes déclarent être nées en Croatie[21].
- en Australie, lors du recensement de 2016, 133 264 personnes se déclarent d'ascendance croate et 43 687 personnes déclarent être nées en Croatie[22]
- en Allemagne, en 2015, 407 000 personnes se déclarent d'ascendance croate et 255 000 personnes déclarent être nées en Croatie[23].

### Immigration
|                             | 2011      | 2021      |
| --------------------------- | --------- | --------- |
| Croatie                     | 4 259 476 | 3 842 318 |
| Bosnie-Herzégovine          | 6 733     | 7 400     |
| Serbie                      | 2 888     | 2 764     |
| Slovénie                    | 1 999     | 2 625     |
| Allemagne                   | 1 609     | 2 148     |
| Kosovo                      | 1 188     | 1 199     |
| Italie                      | 1 420     | 1 133     |
| Macédoine du Nord           | 1 034     | 1 107     |
| Chine                       |           | 797       |
| Ukraine                     |           | 618       |
| Population étrangère totale | 25 413    | 29 515    |
| Population totale           | 4 284 889 | 3 871 833 |

|                                    | 2011    |
| ---------------------------------- | ------- |
| Bosnie-Herzégovine                 | 409 357 |
| Serbie                             | 52 763  |
| Allemagne                          | 34 148  |
| Slovénie                           | 19 803  |
| Macédoine                          | 10 167  |
| Monténégro                         | 6 249   |
| Autriche                           | 5 204   |
| Italie                             | 3 175   |
| Suisse                             | 3 042   |
| France                             | 1 780   |
| États-Unis                         | 1 634   |
| Australie                          | 1 613   |
| Russie                             | 1 326   |
| Hongrie                            | 1 055   |
| Canada                             | 1 015   |
| Autres                             | 32 616  |
| Population totale née à l'étranger | 584 947 |

|                     | 2020      |
| ------------------- | --------- |
| Bosnie-Herzégovine  | 381 100   |
| Serbie              | 48 170    |
| Allemagne           | 31 783    |
| Slovénie            | 18 432    |
| Macédoine du Nord   | 9 462     |
| Monténégro          | 5 815     |
| Autriche            | 4 843     |
| Italie              | 2 953     |
| Suisse              | 2 830     |
| France              | 1 665     |
| États-Unis          | 1 519     |
| Australie           | 1 499     |
| Russie              | 1 231     |
| Population immigrée | 528 056   |
| Population totale   | 4 047 680 |

## Sources
1. ↑  Indicateurs du World-Factbook publié par la CIA.
2. ↑  Le taux de variation de la population 2018 correspond à la somme du solde naturel 2018 et du solde migratoire 2018 divisée par la population au 1er janvier 2018.
3. ↑  Indicateurs du World-Factbook publié par la CIA.
4. ↑  L'indicateur conjoncturel de fécondité (ICF) pour 2018 est la somme des taux de fécondité par âge observés en 2018. Cet indicateur peut être interprété comme le nombre moyen d'enfants qu'aurait une génération fictive de femmes qui connaîtrait, tout au long de leur vie féconde, les taux de fécondité par âge observés en 2018. Il est exprimé en nombre d’enfants par femme. C’est un indicateur synthétique des taux de fécondité par âge de 2018.
5. ↑  Indicateurs du World-Factbook publié par la CIA.
6. ↑   Le taux de natalité 2018 est le rapport du nombre de naissances vivantes en 2018 à la population totale moyenne de 2018.
7. ↑  Indicateurs du World-Factbook publié par la CIA.
8. ↑   Le taux de mortalité 2018 est le rapport du nombre de décès, au cours de 2018, à la population moyenne de 2018.
9. ↑  Indicateurs du World-Factbook publié par la CIA.
10. ↑  Le taux de mortalité infantile est le rapport entre le nombre d'enfants décédés à moins d'un an et l'ensemble des enfants nés vivants.
11. ↑  L'espérance de vie à la naissance en 2018 est égale à la durée de vie moyenne d'une génération fictive qui connaîtrait tout au long de son existence les conditions de mortalité par âge de 2018. C'est un indicateur synthétique des taux de mortalité par âge de 2018.
12. ↑  L'âge médian est l'âge qui divise la population en deux groupes numériquement égaux, la moitié est plus jeune et l'autre moitié est plus âgée.
13. ↑  « Naslovna », sur template.gov.hr (consulté le 29 mai 2023).
14. ↑  « Évolution de la population - Bilan démographique et taux bruts au niveau national », sur appsso.eurostat.ec.europa.eu (consulté le 17 novembre 2017).
15. ↑  « Indicateur conjoncturel de fécondité »(Archive.org • Wikiwix • Archive.is • Google • Que faire ?), sur ec.europa.eu (consulté le 17 novembre 2017).
16. ↑  « Population Projections Data »(Archive.org • Wikiwix • Archive.is • Google • Que faire ?), sur ec.europa.eu (consulté le 1er décembre 2017).
17. ↑  « Population au 1er Janvier par âge, sexe et type de projection », sur appsso.eurostat.ec.europa.eu (consulté le 22 novembre 2017).
18. ↑  (hr) « Stanovništvo prema narodnosti, po gradovima/općinama, popis 2001 » [« Population by Nationality, by City/Municipality, 2001 Census »], Croatian Bureau of Statistics, 2001 (consulté le 10 novembre 2011).
19. ↑  (en) « Ancestry », sur factfinder.census.gov (consulté le 18 mai 2018).
20. ↑  (en) « Place of birth for the foreign-born population in the United States », sur factfinder.census.gov (consulté le 18 mai 2018).
21. ↑  « Profil du recensement, Recensement de 2016 - Canada [Pays] et Canada [Pays] », sur www12.statcan.gc.ca (consulté le 21 février 2018).
22. ↑  (en) « Census TableBuilder - Guest Users Log in », sur guest.censusdata.abs.gov.au (consulté le 18 mai 2018).
23. ↑  (de) « Bevölkerung und Erwerbstätigkeit »(Archive.org • Wikiwix • Archive.is • Google • Que faire ?), sur destatis.de, 16 septembre 2016 (consulté le 18 mai 2018).
24. ↑  « Naslovna », sur template.gov.hr (consulté le 29 mai 2023).
25. ↑  https://podaci.dzs.hr/en/statistics/population/census/
26. ↑  « Record view », sur un.org (consulté le 29 mai 2023).
27. ↑  « Croacia - Inmigración 2020 », sur Expansión (consulté le 13 novembre 2023).